# Lupinus congdonii
Lupinus congdonii är en ärtväxtart som först beskrevs av Charles Piper Smith, och fick sitt nu gällande namn av David Baxter Dunn. Lupinus congdonii ingår i släktet lupiner, och familjen ärtväxter. Inga underarter finns listade i Catalogue of Life.